# Grupo Instrumentos Musicales Madre Tierra
Grupo Instrumentos Musicales Madre Tierra es un dúo colombiano de música étnica y autóctona.

## Historia
El dúo nace en 1992, año en que el grupo Chimizapagua se disuelve. Desde entonces Luisa y Raúl pareja, se han dedicado a investigar y tocar en sus presentaciones numerosos instrumentos autóctonos de la región como caracolas, flautas, capadores, ocarinas, tarkas, pinkullos, birimbaos, maracas, tambores entre otros. Han visitado países como Estados Unidos, Japón, Canadá y Sudamérica. Asimismo han ganado varios premios nacionales e internacionales por su labor musical.

## Integrantes
- Luisa Silva Reyes
- Raúl Cáceres Guayana
- Matías Cáceres Silva (hijo)